# コーンウォリス伯爵
コーンウォリス伯爵（Earl Cornwallis）は、かつて存在したグレートブリテン貴族の伯爵位。1753年に第5代コーンウォリス男爵チャールズ・コーンウォリスが叙されたのに始まる、2代コーンウォリス伯チャールズ・コーンウォリスは1792年にコーンウォリス侯爵に叙され、以降コーンウォリス伯爵位はその従属爵位となったが、コーンウォリス侯爵位は1823年に廃絶したため、再度コーンウォリス伯爵位が最上位爵位に戻ったが、1852年に第5代コーンウォリス伯爵ジェイムズ・マンの死去をもって継承者をなくして廃絶した。

## 歴史

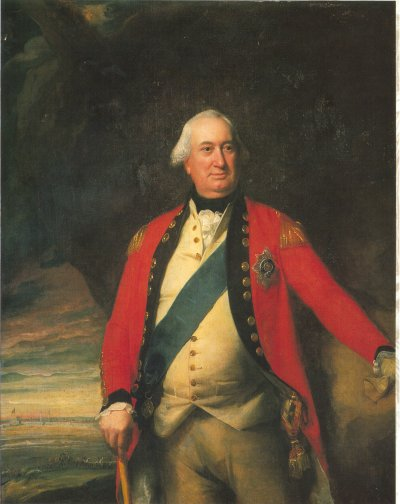
初代コーンウォリス侯爵チャールズ・コーンウォリス

コーンウォリス家は15世紀初頭からサフォーク・ブロムに居住するようになり、サフォークとノーフォークにかなりの土地を保有した。
17世紀前半の当主フレデリック・コーンウォリス(1610–1662)は1627年5月4日にイングランド準男爵位(ブロムの)準男爵(Baronet"of Brome")に叙せられ、その後、アイ選挙区やイプスウィッチ選挙区選出の庶民院議員や王室財政官を務め、1661年4月20日にイングランド貴族爵位サフォーク州におけるアイのコーンウォリス男爵(Baron Cornwallis, of Eye in the County of Suffolk)に叙せられた。
ついで玄孫の5代コーンウォリス男爵チャールズ・コーンウォリス(1700–1762)の代の1753年6月30日にグレートブリテン貴族爵位サフォーク州におけるブロムのブロム子爵(Viscount Brome, of Brome in the County of Suffolk)とコーンウォリス伯爵(Earl Cornwallis)に叙せられた。
その息子である2代コーンウォリス伯チャールズ・コーンウォリス(1738–1805)は、陸軍大将まで昇進した陸軍軍人であり、アメリカ独立戦争で英軍を指揮したことで知られる。しかし1781年のヨークタウンの戦いで米仏連合軍に降伏し、3か月の捕虜生活の後、英国へ帰国した。そのため散々無能呼ばわりされていたが、首相小ピットからは評価され、1786年から1793年にかけてインド総督に任じられた。総督としてインド行政改革に尽くすとともに第三次マイソール戦争でティプー・スルターンを撃破した。この功績により、1792年10月8日にグレートブリテン貴族爵位コーンウォリス侯爵(Marquess Cornwallis)に叙せられた。インドから帰国したのち、1798年から1801年にかけてはアイルランド総督となり、1798年のアイルランドの反乱の鎮圧にあたった。1805年に再度インド総督に任じられるも同年中に死去している。
その息子であるチャールズ・コーンウォリス(1774–1823)が2代コーンウォリス侯爵位を継承したが、彼には男子がなかったため、彼の死去とともにコーンウォリス侯爵位は廃絶した。
コーンウォリス伯爵位以下3つの爵位と1つの準男爵位は初代コーンウォリス侯の弟であるジェイムズ・コーンウォリス(1743–1824)が継承した(4代伯)。しかしその息子である第5代コーンウォリス伯爵ジェイムズ・マン(1778–1852)(母方のマン姓に改姓)が男子を残さず死去したことでこれらの爵位も継承者がなくなって廃絶した。
なお5代コーンウォリス伯爵の娘であるジェマイマ・イザベラ・マン(Jemima Isabella Mann, -1836)の孫にあたるファインズ・コーンウォリス(1864–1935)は1927年に新規に連合王国貴族コーンウォリス男爵位を与えられている。

## 歴代当主

### コーンウォリス男爵 (1661年)
- 初代コーンウォリス男爵フレデリック・コーンウォリス（英語版） (1610–1662)
- 2代コーンウォリス男爵チャールズ・コーンウォリス（英語版） (1632–1673) 先代の息子
- 3代コーンウォリス男爵チャールズ・コーンウォリス (1655–1698) 先代の息子
- 4代コーンウォリス男爵チャールズ・コーンウォリス (1675–1722) 先代の息子
- 5代コーンウォリス男爵チャールズ・コーンウォリス (1700–1762) 先代の息子
  - 1753年にコーンウォリス伯爵に叙される

### コーンウォリス伯爵 (1753年)
- 初代コーンウォリス伯チャールズ・コーンウォリス (1700–1762)
- 2代コーンウォリス伯チャールズ・コーンウォリス (1738–1805) 先代の息子
  - 1792年にコーンウォリス侯爵に叙される

### コーンウォリス侯爵 (1792年)
- 初代コーンウォリス侯・2代コーンウォリス伯チャールズ・コーンウォリス (1738–1805)
- 2代コーンウォリス侯・3代コーンウォリス伯チャールズ・コーンウォリス (1774–1823) 先代の息子

### コーンウォリス伯爵 (1753年)
- 4代コーンウォリス伯ジェイムズ・コーンウォリス（英語版） (1743–1824) 初代侯の弟
- 5代コーンウォリス伯ジェイムズ・マン（英語版） (1778–1852) 先代の息子
  - 彼の死去とともに爵位廃絶